# La città di Dio
La città di Dio (in latino De civitate Dei, o anche De civitate Dei contra Paganos) è un'opera latina in ventidue libri scritta da sant'Agostino d'Ippona tra il 413 e il 426. Nei primi dieci libri egli difende il cristianesimo dalle accuse dei pagani e analizza le questioni sociali-politiche dell'epoca; negli altri dodici libri, invece, tratta della salvezza dell'uomo.
Il termine latino civitas non dovrebbe essere tradotto come città, ma si dovrebbe parlare piuttosto di cittadinanza, di una condizione spirituale in cui si gioca il destino di salvezza e di dannazione di ciascun individuo.
L'opera, che è una delle più famose di Agostino, rappresenta un'apologia del Cristianesimo nei confronti della civiltà pagana; in essa vengono trattati argomenti come Dio, il martirio, i Giudei e altri ancora concernenti il pensiero cristiano.

## Opera

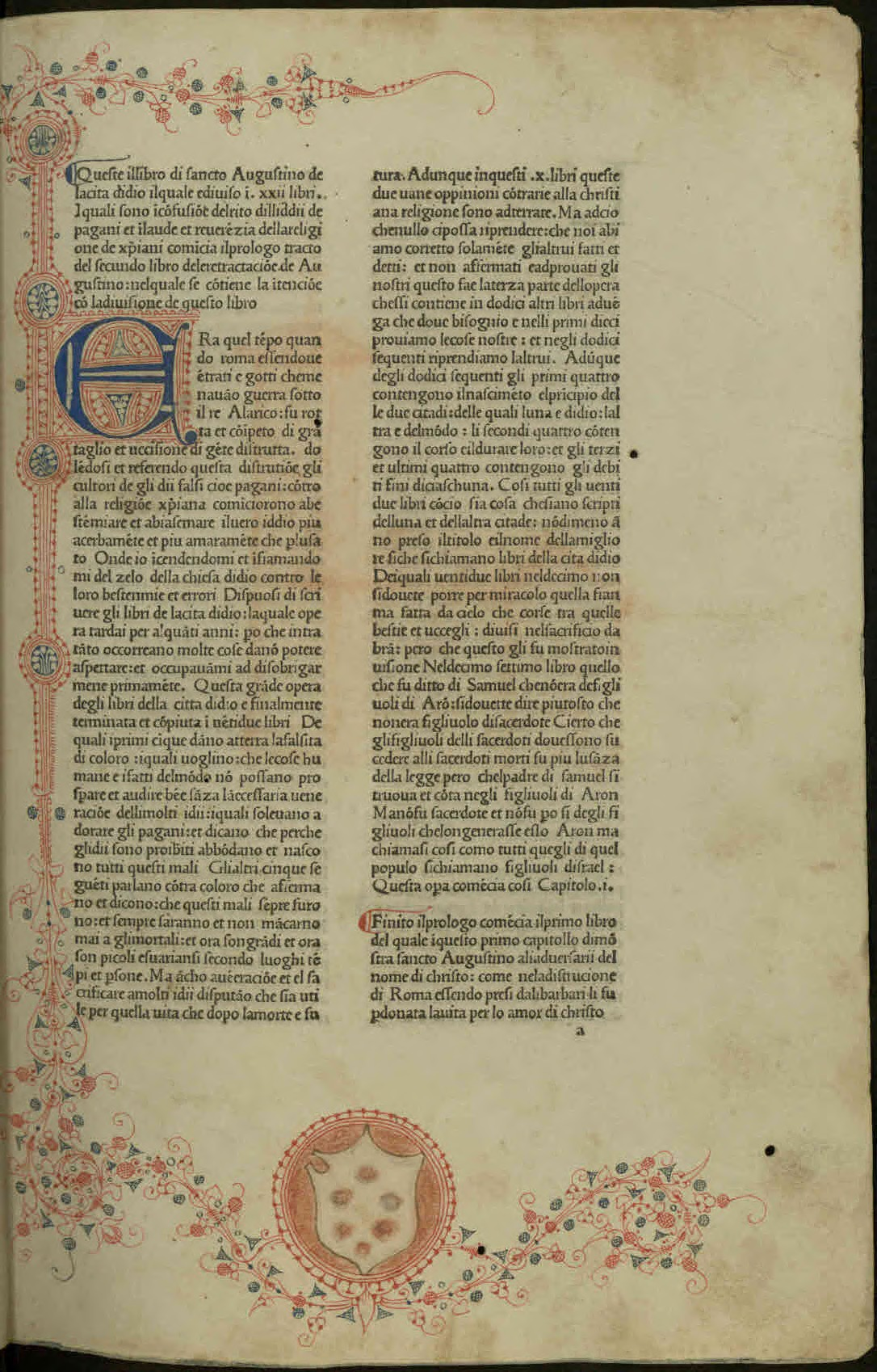
Incipit da un'edizione del 1483

### Genesi dell'opera
L'opera nasce in un contesto storico-politico delicato: il lento decadere dell'Impero romano d'Occidente dovuto alle continue invasioni barbariche. In particolare, il Sacco di Roma compiuto dai Visigoti di Alarico I nel 410 aveva causato grande impressione: mentre alcuni avevano interpretato la caduta della città eterna come un presagio della fine del mondo, altri, seguaci della religione romana tradizionale, avevano sostenuto che fosse venuta meno la protezione accordata dalle antiche divinità, ritenendo responsabili i cristiani e la loro opera di proselitismo.
La grande occasione data dall'evento sollecita Agostino a riflettere; così nel 413 comincia l'opera che lo impegnerà fino al 426 e diverrà uno dei pilastri della cultura occidentale e della storia della filosofia in particolare. Il cristianesimo fu accusato dai pagani di aver prodotto un indebolimento delle solide basi morali dell'impero, che avrebbe esposto quest'ultimo alle penetrazioni dei barbari. In realtà vanno presi in considerazione due fattori complementari: da una parte, il cristianesimo aveva creato un insieme di valori antitetici a quelli pagani, dall'altra, e per la maggiore, il motivo della caduta dell'impero è da ricercare nella fragilità politica di base.

### Concezione della storia e differenza delle "città"
L'opera appare come il primo tentativo di costruire una visione organica della storia dal punto di vista cristiano. Per controbattere alle accuse della società pagana contro i cristiani, Agostino afferma che la vita umana è dominata dall'alternativa fondamentale tra il vivere secondo la carne e il vivere secondo lo spirito. A queste due possibilità corrispondono opposti stili di vita: la Civitas Terrena, ossia la città della carne e del diavolo, fondata da Caino; e la Civitas Dei, ossia la città dello spirito, la città celeste fondata da Abele. Importante notare anche la simbologia scritturistica: Caino è un contadino e in quanto tale strettamente legato alla terra, allo sfruttamento delle sue risorse e al guadagno; Abele invece è un pastore, gode della terra ma non vi è legato e tende, per un certo verso, a una meta più ambita e fruttifera: il cielo.
(La città di Dio, XIV, 28)
Nessuna città prevale sull'altra. Nella storia, infatti, le due città sono mischiate e mai separate, come se ogni uomo vivesse contemporaneamente nell'una e nell'altra. Sta quindi a quest'ultimo la possibilità di decidere da che parte schierarsi. L'uomo si trova al centro tra queste due città e solo il giudizio universale può separare definitivamente i beati dai peccatori.
Ognuno potrà capire a quale città appartiene solo interrogando se stesso.
Agostino, in corrispondenza dei sei giorni (Exameron) della creazione distingue sei periodi storici:
- Adamo - Noè;
- Noè - Abramo;
- Abramo - Davide;
- Davide - Esilio babilonese;
- Cattività babilonese - Cristo;
- Cristo - Ritorno di Cristo e fine del mondo (eschaton).

Questo schema viene poi affiancato da un'ulteriore suddivisione delle epoche storiche, stavolta tripartita: nella prima gli uomini non lottano contro le tentazioni del mondo, in quanto senza leggi; nella seconda tentano di vincere i beni materiali, ma invano; nella terza riescono finalmente a lottare contro i beni mondani, uscendone poi vittoriosi.
In particolare, nel pre-epilogo de La città di Dio, XXII, 30, 5, Agostino scrive:
Ipse etiam numerus aetatum, veluti dierum, si secundum eos articulos temporis computetur, qui Scripturis videntur expressi, iste sabbatismus evidentius apparebit, quoniam septimus invenitur; ut prima aetas tamquam primus dies sit ab Adam usque ad diluvium, secunda inde usque ad Abraham, non aequalitate temporum, sed numero generationum; denas quippe habere reperiuntur. Hinc iam, sicut Matthaeus evangelista determinat, tres aetates usque ad Christi subsequuntur adventum, quae singulae denis et quaternis generationibus explicantur: ab Abraham usque ad David una, altera inde usque ad transmigrationem in Babyloniam, tertia inde usque ad Christi carnalem nativitatem. Fiunt itaque omnes quinque. Sexta nunc agitur nullo generationum numero metienda propter id quod dictum est: Non est vestrum scire tempora, quae Pater posuit in sua potestate. Post hanc tamquam in die septimo requiescet Deus, cum eumdem diem septimum, quod nos erimus, in se ipso Deo faciet requiescere. De istis porro aetatibus singulis nunc diligenter longum est disputare; haec tamen septima erit sabbatum nostrum, cuius finis non erit vespera, sed dominicus dies velut octavus aeternus, qui Christi resurrectione sacratus est, aeternam non solum spiritus, verum etiam corporis requiem praefigurans. Ibi vacabimus et videbimus, videbimus et amabimus, amabimus et laudabimus. Ecce quod erit in fine sine fine. Nam quis alius noster est finis nisi pervenire ad regnum, cuius nullus est finis?»
Se anche il numero delle epoche, confrontato ai giorni, si calcola secondo i periodi di tempo che sembrano espressi dalla sacra Scrittura, questo sabatismo acquisterebbe maggiore evidenza dal fatto che è al settimo posto. La prima epoca, in relazione al primo giorno, sarebbe da Adamo fino al diluvio, la seconda dal diluvio fino ad Abramo, non per parità di tempo ma per numero di generazioni, perché si riscontra che ne hanno dieci ciascuna. Da quel tempo, come delimita il Vangelo di Matteo, si susseguono fino alla venuta di Cristo tre epoche, che si svolgono con quattordici generazioni ciascuna: la prima da Abramo fino a Davide, la seconda da lui fino alla deportazione in Babilonia, la terza fino alla nascita di Cristo (Matteo 1, 17). Sono dunque in tutto cinque epoche. La sesta è in atto, da non misurarsi con il numero delle generazioni per quel che è stato detto: Non spetta a voi conoscere i tempi che il Padre ha riservato al suo potere (Atti degli Apostoli 1, 7). Dopo questa epoca, quasi fosse al settimo giorno, Dio riposerà quando farà riposare in se stesso, come Dio, il settimo giorno, che saremo noi. Sarebbe lungo a questo punto discutere accuratamente di ciascuna di queste epoche; tuttavia la settima sarà il nostro sabato, la cui fine non sarà un tramonto, ma il giorno del Signore, quasi ottavo dell'eternità, che è stato reso sacro dalla risurrezione di Cristo perché è allegoria profetica dell'eterno riposo non solo dello spirito ma anche del corpo. Lì riposeremo e vedremo, vedremo e ameremo, ameremo e loderemo. Ecco quel che si avrà senza fine alla fine. Infatti quale altro sarà il nostro fine, che giungere al regno che non avrà fine?»
In chiusura di testo l'Ipponate non solo attesta, e su base scritturale, una concezione del tempo non più ciclica, come per i filosofi Greci, bensì lineare e universale in cui si innesta la Provvidenza, ma allude anche a un sabbato sine fine di un velut octavus aeternus, un "sabato senza fine" di un "quasi ottavo dell'eternità", per indicare il riposo non tanto come shabbatico approdo del lavoro dei precedenti sei giorni della creazione, quanto come riposo eterno e dunque extratemporale, fine che "non sarà un tramonto".
È intrinseca in sé una concezione predestinatoria in quanto Agostino, combattendo contro il Pelagianesimo, vuole esaltare la potenza della Grazia: l'uomo non può salvarsi perché compie buone opere (altrimenti Dio sarebbe solo un giudice quando invece è onnipotente) ma perché è stato investito dalla Grazia divina.
L'amore di sé, l'amore delle cose terrene (politica, benessere, economia, potere, tecnica, scienza), può portare fino al disprezzo di Dio. L'amore di Dio è invece umiltà, benevolenza, castità, povertà e può portare fino al disprezzo di sé. Con l'Impero romano la Civitas hominis è giunta al punto culminante della sua gloria: per costruire il loro impero i Romani hanno dovuto esercitare delle virtù civili, che richiedevano abnegazione ed eroismo, ma quelle virtù, scompagnate dall'amore di Dio, erano più fittizie che reali, splendida vitia. Nato da un fratricidio (Romolo uccide Remo), lo Stato romano non poteva non tramontare sotto il peso della sua violenza e del suo egoismo. La civiltà romana ebbe l'importantissima funzione storica di domare la malvagità e le passioni attraverso il rigore delle leggi, remedium peccati. Ma i mezzi utilizzati dallo Stato erano quelli dettati dalla forza, non dalla carità. Le leggi e la civiltà di Roma prepararono civilmente e materialmente l'avvento del Cristianesimo; infatti se gli Stati da un lato compiono un'opera positiva e sono relativamente buoni, d'altra parte sono insufficienti alle superiori finalità educative dell'uomo per cui devono subordinarsi a un'autorità divina in cui s'incarnano i valori eterni. Questa concezione dello Stato dominerà l'Alto Medioevo, finché la scoperta di Aristotele non avvierà il pensiero a riconoscere agli Stati e alle nazioni altro significato e altri compiti. 
Agostino tende inoltre ad identificare la Città di Dio, invisibile, con la Chiesa cattolica come istituzione.

## Riferimenti biblici
La Città di Dio media tra la speculazione platonica metafisica ed il metodo esegetico della scrittura, in parte letterale ed in parte allegorico (cfr.: La Città di Dio, XVII, 3). Vengono ripresi il Libro della Genesi, il Libro di Samuele, l'Ecclesiaste, il  Libro di Daniele, i Salmi, il Libro di Isaia, il Libro di Malachia e viene citato diffusamente il Nuovo Testamento con particolare attenzione al Vangelo di Giovanni, alla Lettera ai Romani e al libro dell'Apocalisse di Giovanni.

## Edizioni
- De civitate Dei, [Sublaci], [Conradus Sweynheym et Arnoldus Pannartz], sub anno a natiuitate Domini 1467 die uero duodecima mensis iunii. [editio princeps]
- Della Città di Dio, traduzione di Fra Jacopo Passavanti, Torino, Tipografia Ferrero e Franco, 1853.
- La Città di Dio, testo, Introduzione e note del Prof. Carlo Costa, Collezione Corona Patrum Salesiana. Serie Latina, volume VII, Torino, Società Editrice Internazionale (SEI), 1939, 1958.
- La città di Dio, traduzione di Domenico Gentili, 3 voll., Introduzione di A. Trapè, R. Russell, S. Cotta, Collana Opere di Sant'Agostino, Roma, Città Nuova Editrice, 1978; II ed. riveduta del I vol., 1990. - un solo vol., Introduzione di Antonio Pieretti, Indici di Franco Monteverde, Città Nuova, 2000.
- La Città di Dio, Introduzione, traduzione, note e appendici di Luigi Alici, Collezione I Classici del Pensiero. Sezione II: Medioevo e Rinascimento, Milano, Rusconi, febbraio 1984. - Milano, Club degli Editori, 1994-2001; Collana Il pensiero occidentale, Milano, Bompiani, 2001, ISBN 88-45-290-98-0; VII ed., 2023.
- La Città di Dio, traduzione e cura di Carlo Carena, Biblioteca della Pléiade, Torino, Einaudi, 1992, ISBN 978-88-446-0001-3.
- La Città di Dio, traduzione di Vico Stella, 3 voll. in cofanetto, Roma, L'Agostiniana, 2006.
- La città di Dio, trad. e cura di Domenico Marafioti, Collana Oscar Classici, Milano, Mondadori, 2011. - Collana Oscar Classici. Baobab, Mondadori, 2022, ISBN 978-88-047-4698-0.